# Aegidinus simulatus
Aegidinus simulatus är en skalbaggsart som beskrevs av Colby 2009. Aegidinus simulatus ingår i släktet Aegidinus och familjen Hybosoridae. Inga underarter finns listade i Catalogue of Life.